# Nuova strada ANAS 174 di Gazzada
La Nuova Strada ANAS 174 di Gazzada () , ora Strada Statale 707 Raccordo Gazzada - Varese (), è una strada statale italiana, naturale proseguimento dell'A8 Milano-Varese verso il capoluogo varesino.

## Percorso
La strada ha origine all'altezza del km 42,600 dell'A8 Milano-Varese (dove essa termina) e prosegue come strada extraurbana principale per l'intera sua estensione. Dopo 1,800 km a doppia carreggiata con 2 corsie per senso di marcia, priva della corsia d'emergenza e con limite variabile rapidamente tra i 110 km/h ed i 50 km/h, l'arteria passa ad una carreggiata unica con una corsia per senso di marcia, separata dalla corsia proveniente dal senso opposto da una doppia striscia continua, mantenendo inizialmente il limite a 50 km/h.
All'altezza del km 2,300 è presente lo svincolo situato nella località "Loreto" del comune di Varese, sulla strada statale 341 Gallaratese, esclusivamente in uscita per chi proviene dall'autostrada ed in entrata per chi è diretto verso l'autostrada.
Fra il 2022 e l’inizio del 2023 sono stati aperti 2 nuovi svincoli di sola uscita da e per Varese Centro posti in corrispondenza dell’Esselunga (zona ex-Malerba) e del Viale Europa.
Il tracciato prosegue, sempre a singola carreggiata ma con limite elevato a 70 km/h, sino a terminare con incrocio semaforico dopo altri 2,200 km, nel centro abitato di Varese in largo Ennio Flaiano.
Sino all'estate 1992 l'intera strada, pur avendo le restrizioni al transito tipiche delle strade extraurbane principali, si presentava ad un'unica carreggiata con una singola corsia per senso di marcia tra il termine dell'autostrada ed il centro abitato di Varese, con il limite di 70 km/h su quasi tutto il tragitto, ad eccezione delle ultime centinaia di metri prima del suo termine a Varese dove era stato abbassato negli ultimi anni a 50 km/h.
Sono poi cominciati i lavori per il suo raddoppio, che hanno comportato la chiusura della strada, prima parziale (solo per i veicoli diretti a Varese) e poi totale (in entrambi i sensi di marcia), nel tratto dal termine dell'autostrada sino allo svincolo situato al km 2,300, che si sono conclusi nel 1995 con l'apertura del nuovo tratto a doppia carreggiata.
Il progetto originario prevedeva il proseguimento per circa 1 km del tratto a doppia carreggiata, per poi immettersi, tramite una svolta a sinistra ed un cavalcavia, con il viale Europa, che è una strada urbana a scorrimento veloce che funge da tangenziale ovest di Varese.
Tali lavori ad oggi (2023) non sono mai stati ripresi.
La strada, provvisoriamente definita come nuova strada ANAS 174 di Gazzada (NSA 174), ha ottenuto la classificazione attuale nel 2011 col seguente itinerario: "Svincolo con l'A8 - Varese".

## Lavori e Progetti
Nel 2012 è stata progettata la creazione di un nuovo svincolo monodirezionale di sola uscita in direzione Varese posto in posizione intermedia fra lo svincolo Varese "Loreto" e il termine dell'arteria. Tale svincolo dovrebbe sottopassare la carreggiata e immettersi nella nuova rotatoria di inizio di viale Europa prevista con la riconversione a polo commerciale dell'ex Calzificio Malerba

## Tabella percorso
| Raccordo Gazzada-Varese |                                                                         |     |           |
| Tipo                    | Indicazione                                                             | km  | Provincia |
|                         | Milano-Varese                                                           | 0,0 | VA        |
|                         | passaggio a singola carreggiata                                         | 1,8 | VA        |
| [ 3 ] [ 4 ]             | Varese sud Gallaratese del Buon Cammino Gavirate - Laveno - Luino       | 2,3 | VA        |
| [ 5 ]                   | Varese Malerba Via Gasparotto Viale Europa Gallaratese del Buon Cammino | 3,1 | VA        |
|                         | Varese                                                                  | 4,5 |           |